# Enter Sandman
«Enter Sandman» es una canción de la banda estadounidense de heavy metal Metallica. Es el sencillo principal y la canción que abre el quinto álbum de estudio de la banda, Metallica (conocido como The Black Album).
Fue compuesta por Kirk Hammett, James Hetfield y Lars Ulrich y producida por Bob Rock. James Hetfield y Lars Ulrich. La letra fue escrita por Hetfield, cantante y guitarrista rítmico de la formación. Es una de las canciones más emblemáticas de la banda.
Fue el primer sencillo del álbum Metallica, exitoso álbum que llegó a vender más de 30 millones de copias en todo el mundo y que incrementó la popularidad del grupo musical. «Enter Sandman» alcanzó la categoría de disco de oro en Estados Unidos al vender más de 500.000 copias. La canción obtuvo el beneplácito de la crítica y desde ese momento ha formado parte de todos los discos en vivo de la banda y DVD lanzados desde entonces. Así mismo ha sido interpretada en entregas de premios y conciertos benéficos. La versión de la canción que realizó Motörhead fue nominada al premio Grammy en 2000.
La frase en el coro (“off to never never land”) es más tarde utilizada en la canción “King Nothing”, del álbum Load.

## Composición y grabación
«Enter Sandman» fue la primera canción escrita para el disco The Black Album, lanzado en 1991. El sistema compositivo del grupo consistía en la grabación de cintas con ideas para las canciones por parte del guitarrista líder Kirk Hammett y del bajista Jason Newsted que luego enviaban al guitarrista rítmico y vocalista James Hetfield y al batería Lars Ulrich, quienes mezclaban esas ideas con las suyas en la casa de Ulrich en Berkeley, California. «Enter Sandman» surgió a partir de un riff que Hammett había compuesto.
Originalmente el riff tenía dos compases, hasta que Ulrich sugirió que el primero debería tocarse tres veces antes del último. La canción se terminó rápidamente. Sin embargo, Hetfield tardó en añadir la letra, por lo que fue de las últimas del disco en ser grabada. La letra interpretada en la canción no es la original, la cual incluía referencias al síndrome de muerte súbita de los lactantes. Ulrich y el productor Bob Rock hablaron con él y le hicieron ver que era capaz de escribir mejores letras, siendo la primera vez que alguien se lo sugería.
La canción está escrita en la tonalidad de Mi Menor mientras que en la sección del coro y el pre-coro la canción modula en Fa sostenido menor, un tono y medio más agudo. Tiene un tempo de 120 beats por minuto. 
Una demo instrumental fue grabada el 13 de agosto de 1990. El álbum Metallica se grabó en Los Ángeles en esta versión James Hetfield hace el papel de guitarra rítmica y solista en lugar de Hammett, entre octubre de 1990 y junio de 1991. Además Ulrich, Hetfield y Rock estuvieron una semana más de grabación en Vancouver entre finales de abril y principios del mes de mayo. Este disco fue el primero del grupo producido por Bob Rock, el cual modificó el sistema de grabación del grupo al recomendar que grabaran tocando juntos y no de forma separada como se había realizado en los discos anteriores. «Enter Sandman» tenía lo que Hetfield definió como «wall of sound» (muro de sonido), es decir tres guitarras tocando a la vez para crear un muro de sonido. Según el ingeniero de grabación Randy Staub se realizaron cerca de 50 tomas tan solo de la batería, dado que Ulrich grabó cada parte de la canción de forma separada. Como era muy complicado obtener en una sola toma la intensidad que la banda quería para la canción, se seleccionaron las mejores partes de cada toma y se editaron para dar lugar a la canción definitiva. El equipo de producción dedicó mucho tiempo a la grabación de las baterías, utilizando entre 40 y 50 micrófonos distribuidos por todo el estudio para elegir el mejor sonido. La misma técnica se utilizó para la grabación de las guitarras.
El niño que recita la plegaria junto con James Hetfield en la canción no es otro que el hijo del productor, Bob Rock.
Con Rock como productor se dio más importancia a las frecuencias del bajo. Finalmente la grabación de la canción se alargó durante 10 días.
«Enter Sandman» está basado en el Sandman (trad. libremente como hombre de arena), una especie de equivalente del hombre del saco en el mundo anglosajón, que da sueños felices o pesadillas a los niños mediante su arena mágica. Fue usada como tema de entrada por el ya retirado luchador profesional de la ECW Jim Fullington, alias The Sandman.
Fue uno de los cuatro temas de Metallica incluidos en la Lista de canciones inapropiadas según Clear Channel Communications tras los atentados del 11 de septiembre de 2001.

## Música y letra
Tras la publicación en 1988 del álbum de estudio ...And Justice for All, el grupo musical buscaba grabar canciones más sencillas para su álbum homónimo, recordando los días del Kill 'Em All. Por ello, «Enter Sandman» es un cambio de rumbo respecto a sus trabajos anteriores por el simple hecho de ser un thrash metal novedoso y más pesado. Lars Ulrich ha declarado en más de una ocasión que la canción deriva en su totalidad de un riff principal que escribió Kirk Hammett. La canción «Enter Sandman» tiene una duración de 5:32, ligeramente superior a la del resto de las canciones del álbum.
En lo correspondiente a la letra, la canción trata «sobre las pesadillas y todo lo que conllevan», según lo expuesto por Chris True en su artículo en Allmusic. Tim Grierson, editor de la revista Blender, opina que la letra trata religiosos rituales a los niños al ir a la cama con el imaginario de las pesadillas.
El riff principal de la canción ha sido definido como «siniestro» por P.J Howorth en el The Wah Wah Book. Chris True, reportero de All Music Guide, destaca la contraposición entre la luminosidad del momento de irse a la cama de los niños con la oscuridad de la canción.

## Lanzamiento y acogida
Inicialmente, «Holier Than Thou» fue la canción elegida tanto para abrir el álbum de estudio como para ser su primer sencillo. En el documental A Year and a Half in the Life of Metallica (Un año y medio en la vida de Metallica) se observa a Lars Ulrich y James Hetfield discutiendo el lanzamiento con el productor Bob Rock, quien les dice ''el disco tiene 5 ó 6 canciones que se van a convertir en clásicos no solo para los fanes sino también para la radio, por lo que debe ser «Holier Than Thou»''. El único miembro del grupo musical que creyó, incluso antes de la grabación, que la canción idónea como sencillo era «Enter Sandman» fue Lars Ulrich. Finalmente «Enter Sandman» abrió el disco y fue el primer sencillo.
El sencillo se lanzó el 2 de agosto de 1991, 11 días antes de la salida del álbum al mercado. El trabajo fue todo un éxito comercial y entró directamente al número 1 del Billboard 200 vendiendo 15 millones de copias en todo el mundo. El sencillo alcanzó el puesto 16 de las listas en el US Hot 100 y el 5 en el UK Singles Chart.
El 30 de septiembre de 1991, «Enter Sandman» se convirtió en el segundo sencillo del grupo en alcanzar el disco de oro al vender más de 500 000 copias en Estados Unidos. La canción fue nominada al premio Grammy a la «Mejor canción rock» en la edición de 1992. La revista Rolling Stone situó a la canción en el puesto 399 de las 500 mejores canciones de la historia, y la cadena VH1 en el puesto 22 de las 40 mejores canciones de heavy metal.
«Enter Sandman» fue aclamada por la crítica: Chris True de All Music Guide declaró: «uno de los mejores momentos de Metallica».

## Vídeo musical
«Enter Sandman» fue el segundo vídeo musical de la carrera del grupo, y el primero del disco homónimo. Se grabó en 3 de julio de 1991 en Los Ángeles y se estrenó el 30 de julio del mismo año, dos semanas antes del lanzamiento del disco. El vídeo fue el primero de los seis que Wayne Isham dirigió para el grupo. En él se entremezclan imágenes del grupo tocando con imágenes de un niño teniendo pesadillas y un anciano.
Este niño sueña que está cayendo desde lo alto de un edificio, siendo perseguido por un camión para luego caer desde una montaña y escapar del mismo. Durante la parte de la canción en la cual el niño recita una plegaria, este es visto rezando mientras es observado por el anciano.
El vídeo ganó el premio de la MTV al «Mejor vídeo de rock» del año en 1992 y fue nominado en las categorías de «Mejor fotografía» y «Mejor montaje» en esa misma edición.

## Intérpretes y versiones
«Enter Sandman» ha sido elegida por el grupo musical en todos los disco en directo publicados desde el lanzamiento de la canción. El grupo ha realizado versiones de la canción en los vídeos Live Shit: Binge & Purge, Cunnings Stunts, y S&M, donde el grupo tocaba junto a la Orquesta Sinfónica de San Francisco dirigida por Michael Kamen. La canción está también incluida en los vídeos A Year and a Half in the Life of Metallica y Classic Albums: Metallica - The Black Album y el vídeo musical está disponible en el recopilatorio The Videos 1989-2004. El grupo ha interpretado la canción en directo en entregas de premios y conciertos benéficos como la entrega de los premios MTV en 1991, los premios Grammy de 1992, el concierto homenaje a Freddie Mercury en Wembley, y el Live Earth. Precisamente durante la actuación del grupo en el Live Earth, la BBC encargada de la transmisión del evento tuvo que disculparse ante los fanes del grupo musical tras recibir 413 quejas por haber interrumpido la emisión justo antes de que el grupo interpretara «Enter Sandman».
«Enter Sandman» ha sido versionada por muchos artistas, incluyendo a Motörhead, Richard Cheese, Pat Boone y Apocalyptica. La versión de Motörhead fue nominada a los premios Grammy en el año 2000 a la mejor interpretación de heavy metal, pero fue derrotada por la canción Iron Man del grupo Black Sabbath.
La canción ha sido utilizada como entrada para partidos de béisbol, lucha libre y fútbol americano y es especialmente conocida por ser la música de entrada para el cerrador de los New York Yankees, Mariano Rivera y para el luchador Jim Fullington.
Durante la invasión de Irak del año 2003 la canción saltó a los telediarios cuando se conoció que los prisioneros iraquíes eran obligados a escuchar la canción durante largos periodos para romper su resistencia y facilitar su colaboración con los interrogadores americanos.
En 2021, la canción fue versionada por la banda sueca de metal Ghost (banda), así como la banda mexicana de rock The Warning y la cantante canadiense Alessia Cara para el álbum tributo, The Metallica Blacklist.

## En directo
Desde su publicación la canción ha formado parte del repertorio del grupo en todas sus giras. Durante la giras Monsters of Rock que tuvo lugar en 1991 y Wherever I May Roam Tour que recorrió los Estados Unidos entre 1991 y 1992 fue la canción elegida para abrir los conciertos. En el verano de 1992 durante la gira conjunta con Guns N' Roses, se convirtió en la última canción en ser tocada en cada concierto. De nuevo volvió a ser elegida para abrir los conciertos tanto en la gira europea (Wherever We May Roam) de 1992 como en la norteamericana (Nowhere Else to Roam) de 1993. Desde entonces siempre ha sido interpretada entre las últimas de cada concierto generalmente en penúltimo lugar tras «So What?» en la gira europea (Nowhere Else to Roam). En la gira Death Magnetic Tour era una de las últimas interpretaciones de sus conciertos, que da seguimiento a un cover realizado por el grupo y al finalizar 2 canciones del Kill 'Em All.
En ocasiones durante la interpretación de la canción en directo del grupo musical se ha realizado diversos montajes especiales. Por ejemplo en la gira posterior al lanzamiento del álbum Load, el grupo creó, para sorprender a los espectadores, un show especial durante la interpretación de la canción consistente en simular un cortocircuito en una de las torres de iluminación que provocaba que uno de los miembros de la gira quedara envuelto en llamas y corriera por el escenario. La escena se encuentra recogida en el vídeo en vivo Cunnings Stunts. Este montaje fue repetido de forma casi idéntica para los conciertos que sirvieron como un calentamiento para la grabación de la película Through the Never, realizados en México y Canadá.

## Créditos
- James Hetfield: Voz y guitarra rítmica.
- Kirk Hammett: Guitarra líder.
- Jason Newsted: Bajo eléctrico y coros.
- Lars Ulrich: Batería y percusión.
- Bob Rock: Productor.
- Randy Staub: Ingeniero de sonido.

## Formatos y lista de canciones
US single
1. «Enter Sandman» (Hetfield, Ulrich y Hammett)
2. «Stone Cold Crazy» (Mercury, May, Taylor y Deacon)

UK 12" single
1. «Enter Sandman» (Hetfield, Ulrich y Hammett)
2. «Stone Cold Crazy» (Mercury, May, Taylor y Deacon)
3. «Holier Than Thou» (Work in Progress) (Hetfield y Ulrich)
4. «Enter Sandman» (Demo) (Hetfield, Ulrich y Hammett)

UK single
1. «Enter Sandman» (Hetfield, Ulrich y Hammett)
2. «Stone Cold Crazy» (Mercury, May, Taylor y Deacon)
3. «Enter Sandman» (Demo) (Hetfield, Ulrich y Hammett)

Información obtenida de Metallica's official site

## Posiciones en las listas de éxitos
| Listas (1991)                 | Puesto más alto |
| ----------------------------- | --------------- |
| Norwegian Singles Chart       | 2               |
| UK Singles Chart              | 5               |
| Australian ARIA Singles Chart | 10              |
| Swiss Singles Chart           | 11              |
| Swedish Singles Chart         | 14              |
| US Hot 100                    | 16              |
| US Mainstream Rock            | 10              |